# Glomospiranella
Glomospiranella es un género de foraminífero bentónico de la subfamilia Septabrunsiininae, de la familia Tournayellidae, de la superfamilia Tournayelloidea, del suborden Fusulinina y del orden Fusulinida. Su especie tipo es Glomospiranella asiatica. Su rango cronoestratigráfico abarca desde el Tournaisiense hasta el Viseense (Carbonífero inferior).

## Discusión
Algunas clasificaciones más recientes incluyen Glomospiranella en la familia Septabrunsiinidae, de la superfamilia Lituotubelloidea, del suborden Tournayellina, del orden Tournayellida, de la subclase Fusulinana y de la clase Fusulinata.

## Clasificación
Glomospiranella incluye a las siguientes especies:
- Glomospiranella ampla †
- Glomospiranella asiatica †
- Glomospiranella brunsiinoides †
- Glomospiranella disjuncta †
- Glomospiranella distincta †
- Glomospiranella endothyroides †
  - Glomospiranella endothyroides var. avesnensis †
- Glomospiranella finitima †
- Glomospiranella glebovskayse †
- Glomospiranella horioni †
- Glomospiranella hunanensis †
- Glomospiranella incognata †
- Glomospiranella ingena †
- Glomospiranella latispiralis †
- Glomospiranella lepta †
- Glomospiranella lianxianensis †
- Glomospiranella lipinae †
- Glomospiranella quadriloba †
- Glomospiranella rara †
- Glomospiranella rauserae †
- Glomospiranella shengi †
- Glomospiranella timanica †
- Glomospiranella transversa †

Otras especies consideradas en Glomospiranella son:
- Glomospiranella exigna †, de posición genérica incierta
- Glomospiranella opulenta †, de posición genérica incierta